# Inter, art actuel
Inter, art actuel est une revue québécoise à parution quadrimestrielle fondée par Richard Martel en 1978. Elle s'intéresse aux différentes pratiques de l'art actuel à l'échelle internationale. Elle est membre de la Société de développement des périodiques culturels québécois.

## Histoire et caractéristiques de la revue
Inter, anciennement Intervention, est un périodique fondé en 1978 à Québec par Richard Martel et publié par les Éditions Interventions. La revue, principalement francophone, s'intéresse à toutes formes d'art qui prennent vie dans la province québécoise (performance artistique, poésie, installation, œuvre multimédiatique, et plus) et qui permettent de réfléchir aux rapports entre art et société, culture, politique et éthique,,,. Elle a également un collaborateur régulier en France et quelques-uns à l'international. Inter produit trois numéros par an et publie critiques, essais, dossiers, reportages, chroniques et comptes rendus.
En 2005, le fondateur d'Inter publie l'ouvrage Art Action 1958-1998, qui regroupe plusieurs de ses articles parus auparavant dans la revue,. Le livre se veut un bilan sur l'art action.
Les numéros de 1984 à aujourd'hui sont disponibles sur la plateforme Érudit. La revue est également membre de la Société de développement des périodiques culturels québécois (SODEP) depuis 1980.

## Comité de rédaction et contributeurs
L'équipe de la revue regroupe Richard Martel à la direction, Sylvie Côté et Geneviève Roy à l'administration, Geneviève Fortin à la rédaction, Frédérique Hamelin à la logistique et Jean-Michel René à la publicité.

## Prix et honneurs
- 2013 : Prix d’excellence de la SODEP, catégorie conception graphique-pages intérieures, décerné à Chantal Gaudreault[9].
- 2015 : Prix d’excellence de la SODEP, catégorie texte d'opinion critique sur une œuvre littéraire ou artistique, décerné à Michaël La Chance pour « Exposition détournée, œuvres piratées, artiste ready-made »[10].
- 2021 : Prix d’excellence de la SODEP, catégorie conception graphique-pages intérieures, décerné à Criterium pour « Métamorphoses et fluidités »[10].